# NGC 3260
NGC 3260 је елиптична галаксија у сазвежђу Шмрк (Пумпа) која се налази на NGC листи објеката дубоког неба.
Деклинација објекта је - 35° 35' 45" а ректасцензија 10h 29m 6,1s. Привидна величина (магнитуда) објекта NGC 3260 износи 12,7 а фотографска магнитуда 13,7. Налази се на удаљености од 41,500 милиона парсека од Сунца. NGC 3260 је још познат и под ознакама ESO 375-40, MCG -6-23-33, PGC 30875.